# 无距淫羊藿
无距淫羊藿（学名：Epimedium ecalcaratum）为小檗科淫羊藿属下的一个种。

## 扩展阅读
- 維基物種上的相關：无距淫羊藿